# 日間賀島資料館
日間賀島資料館（ひまかじましりょうかん）は、愛知県知多郡南知多町大字日間賀島字東側83にある郷土資料館。

## 歴史
1989年（平成元年）に開館した。
2020年（令和2年）には新型コロナウイルス感染症が流行したことから、4月14日から当面の間臨時休館している。

## 施設
かつて行われていたサメ漁から、現在行われているタコ漁まで、日間賀島で用いられている様々な漁具が展示されている。サメ漁に用いられていた釣り針は日本最古と言われる。漁船の模型も展示されている。
日間賀神社境内の東側には6世紀から7世紀の北地古墳群があり、北地第1号墳から北地第14号墳まで14基の古墳が発見されている。北地古墳群は直径約10mの円墳であり、横穴式石室を有している。副葬品としては須恵器・太刀・鉄鏃などのほかに、サメ漁に用いられていたとされる鉄製の釣針やダルマ形の石錘が出土しており、「北地古墳群出土漁具」は南知多町指定文化財（考古資料）に指定されている。出土品は基本的に南知多町郷土資料館に展示されているほか、日間賀島資料館にも展示されている。
館内には観光案内所が併設されている。屋上の展望台からは港の景色を眺めることができる。

## 利用案内
- 入館料：無料[3]
- 開館時間：9時～17時[3]
- 休館日：水曜日[6]
- アクセス：日間賀島東港より徒歩10分[3]